# Sandrey Santos
Sandrey Victor de Oliveira Santos, (Maceió-AL, 02 de maio de 2000) é um jogador brasileiro de futvôlei e considerado pela crítica especializada um dos melhores atletas desta modalidade em todo o mundo. Quando criança Sandrey gostava de futebol mas, se encontrou no esporte de alto rendimento 2017, quando tinha 17 anos de idade, e junto com os primeiros torneios disputados vieram as primeiras conquistas,  com títulos estaduais, nacionais e também internacionais.